# Chirita tenuituba
Chirita tenuituba är en tvåhjärtbladig växtart som först beskrevs av Wen Tsai Wang, och fick sitt nu gällande namn av Wen Tsai Wang. Chirita tenuituba ingår i släktet Chirita och familjen Gesneriaceae. Inga underarter finns listade i Catalogue of Life.